# 김민 (축구 선수)
김민(한국 한자: 金珉, 1988년 8월 25일 ~ )은 대한민국의 전 축구 선수이며, 포지션은 미드필더였다.